# Лінь Шицзя
Лінь Шицзя (кит.: 林詩嘉, нар. 20 травня 1993) — тайванська лучниця, бронзова призерка Олімпійських ігор 2016 року.

## Виступи на Олімпіадах
| Олімпіада           | Дисципліна             | Місце |
| ------------------- | ---------------------- | ----- |
| Ріо-де-Жанейро 2016 | індивідуальна першість | 17    |
| Ріо-де-Жанейро 2016 | командна першість      | 3     |